# Notranje Gorice
Notranje Gorice (Duits: Niederpuchel) is een plaats in Slovenië en maakt deel uit van de gemeente Brezovica, regio Osrednjeslovenska. De plaats telde 1.950 inwoners op 1 januari 2020.

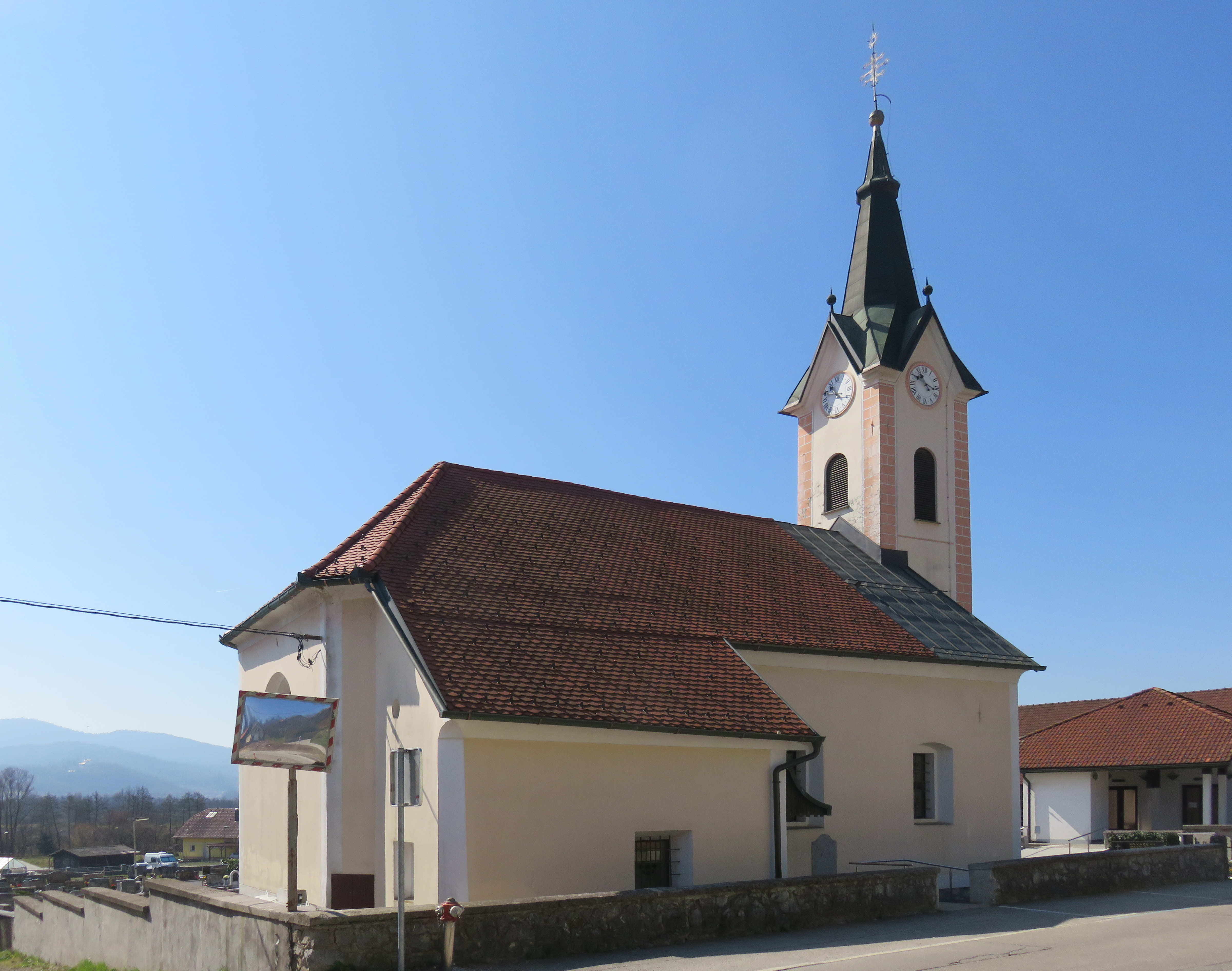
Sint Maartenskerk